# Gentiluomini di mezzanotte
Gentiluomini di mezzanotte (Le Club des aristocrates) è un film del 1937 diretto da Pierre Colombier.

## Trama
Un ex ricco comincia ad effettuare delle rapine con un cameriere, ma durante un colpo in una villa si innamora di una donna che fa il suo stesso lavoro.

## Distribuzione
Le date di uscita internazionali del film sono state:
- Francia: 2 settembre 1937 - (Le club des aristocrates)
- Italia: settembre 1940 - (Gentiluomini di mezzanotte)
- Ungheria: 6 giugno 1941 - (Mákvirágok)
- Svezia: 19 ottobre 1942 - (Aristokraternas klubb)